# Scaptobius carinifrons
Scaptobius carinifrons är en skalbaggsart som beskrevs av Moser 1915. Scaptobius carinifrons ingår i släktet Scaptobius och familjen Cetoniidae. Inga underarter finns listade i Catalogue of Life.